# Пок, Тобиас
Тобиас Пок (итал. Tobias Pock; 1609[…], Констанц — 12 июня 1683[…], Вена) — художник, ведущий представитель австрийской живописи раннего барокко, фрескист. По стилю он близок к современной ему аугсбургской и мюнхенской художественной традиции, с влиянием художественных школ Северной Италии и Фландрии.

## Биография
Происходил из швабской семьи художников — его отец был архитектором собора в Констанце. Обучался живописи работая помошником у своего отца на юге Германии, откуда совершил учебную поездку в Италию. После возвращения из Италии, примерно с 1639-1640 года поселился и работал в Вене, где его основным заказчиком был епископ Филипп Фридрих фон Бройнер (нем. Philipp Friedrich von Breuner).

## Некоторые работы
Одно из важнейших произведений Пока — главный алтарь собора Святого Стефана в Вене, над которым он работал вместе со своим братом, Иоганном Якобом Поком. Позже Тобиас Пок создал запрестольный образ для другого алтаря собора — Петра и Павла. Он является вторым старейшим алтарём собора в стиле барокко, который сохранился до наших дней.
Кроме Стефансдома, в Вене Пок работал в Доминиканеркирхе, для которой он написал запрестольные образы, изображающие Деву Марию, передающую розарий Святому Доминику, и Святого Франциска, в Скоттенкирхе, Сервитенкирхе и церкви Тевтонского ордена.
В Австрии художник работал в приходской церкви бывшего картузианского монастыря в Шёнбюэль-Агсбахе (Нижняя Австрия), в соборе Успения Девы Марии в Санкт-Пёльтене (Нижняя Австрия), в базилике в Мариацелле (Штирия).
В Чехии, в Моравии, в городе Святы-Копечек художник отметился росписью капеллы Святого Иосифа в базилике Посещения Пресвятой Девой Марией Елизаветы.
В южнотирольском городе Роверето, в приходской церкви находится запрестольный образ, изображающий мученичество Святой Дорофеи, который художник написал для распущенного монастыря августинцев-каноников в Вене.

## Галерея некоторых работ

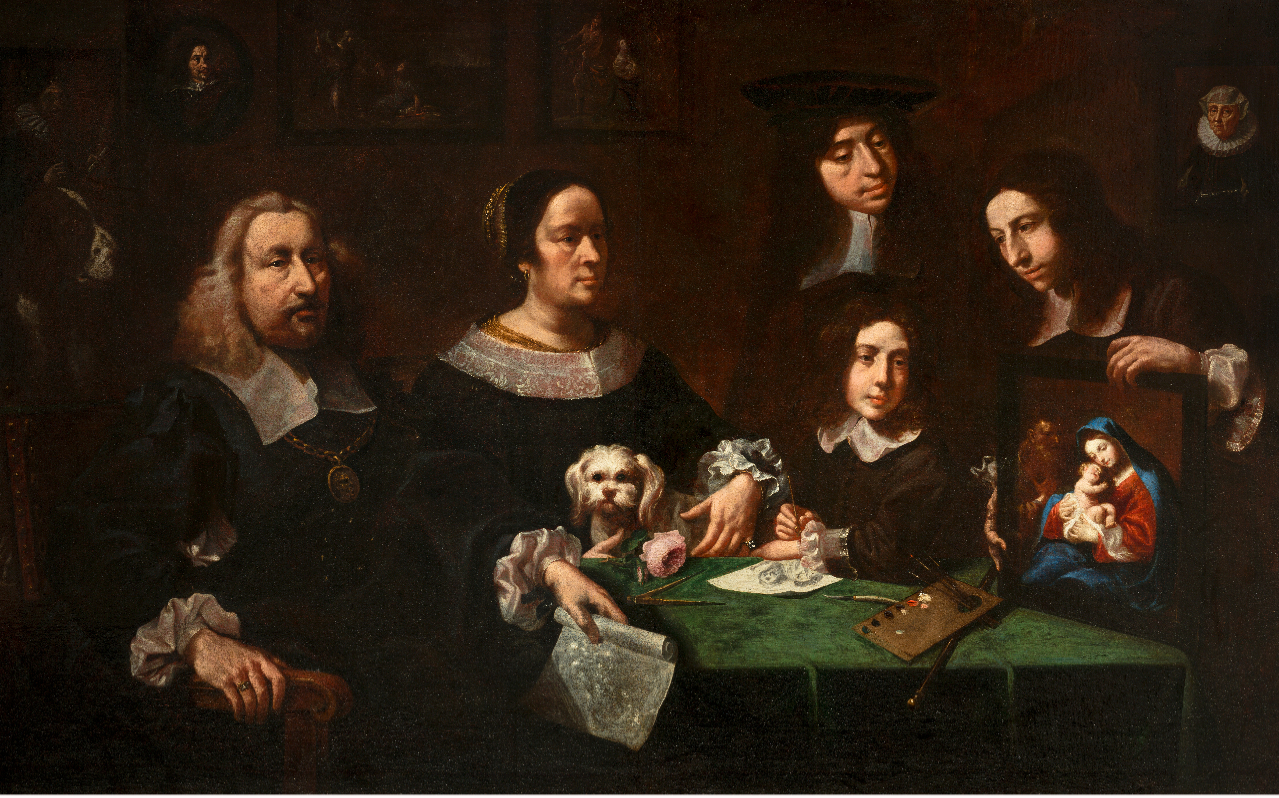
Автопортрет с семьёй. Из собрания Национальной галереи в Праге
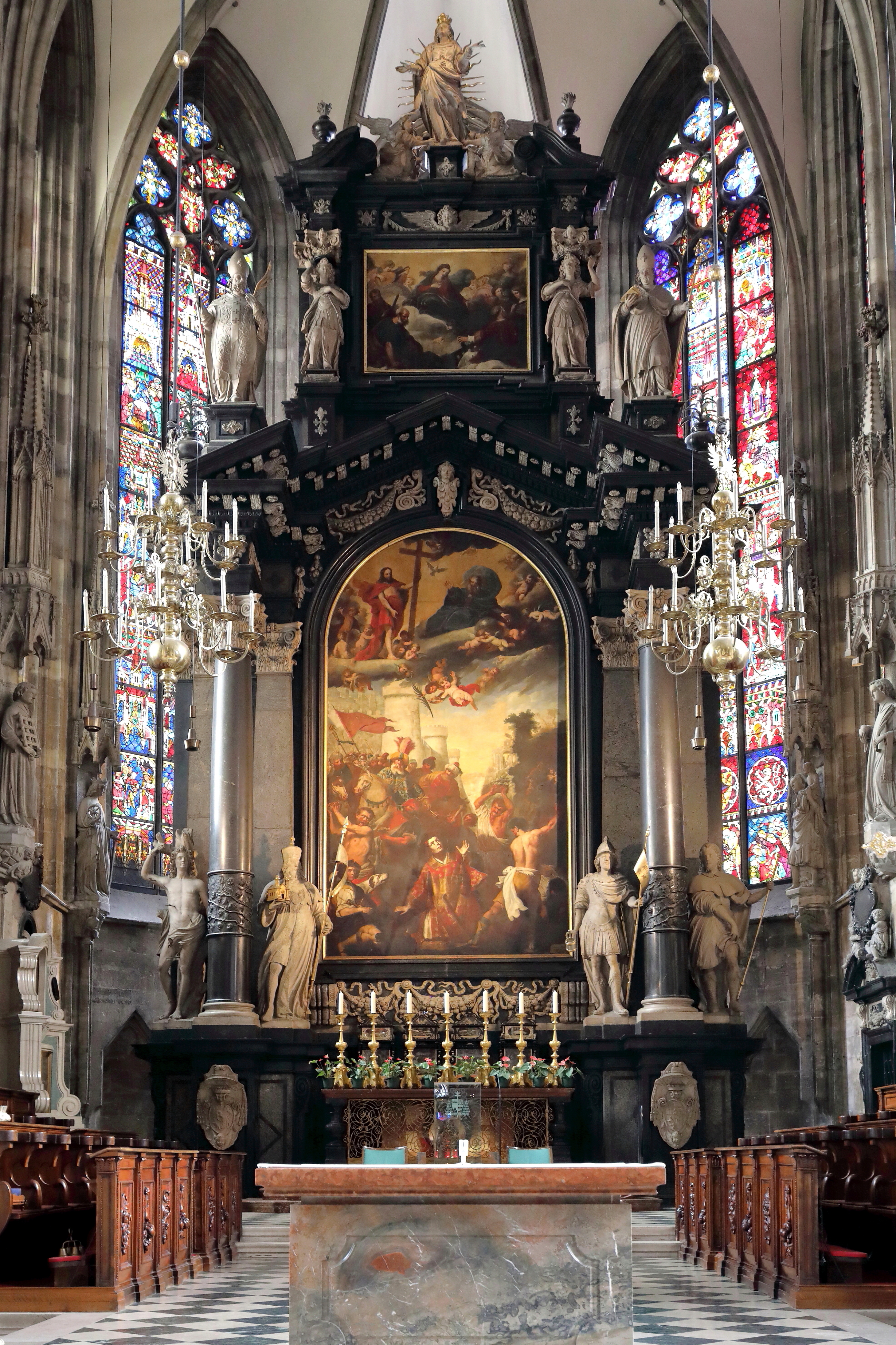
Главный алтарь собора Святого Стефана, Вена
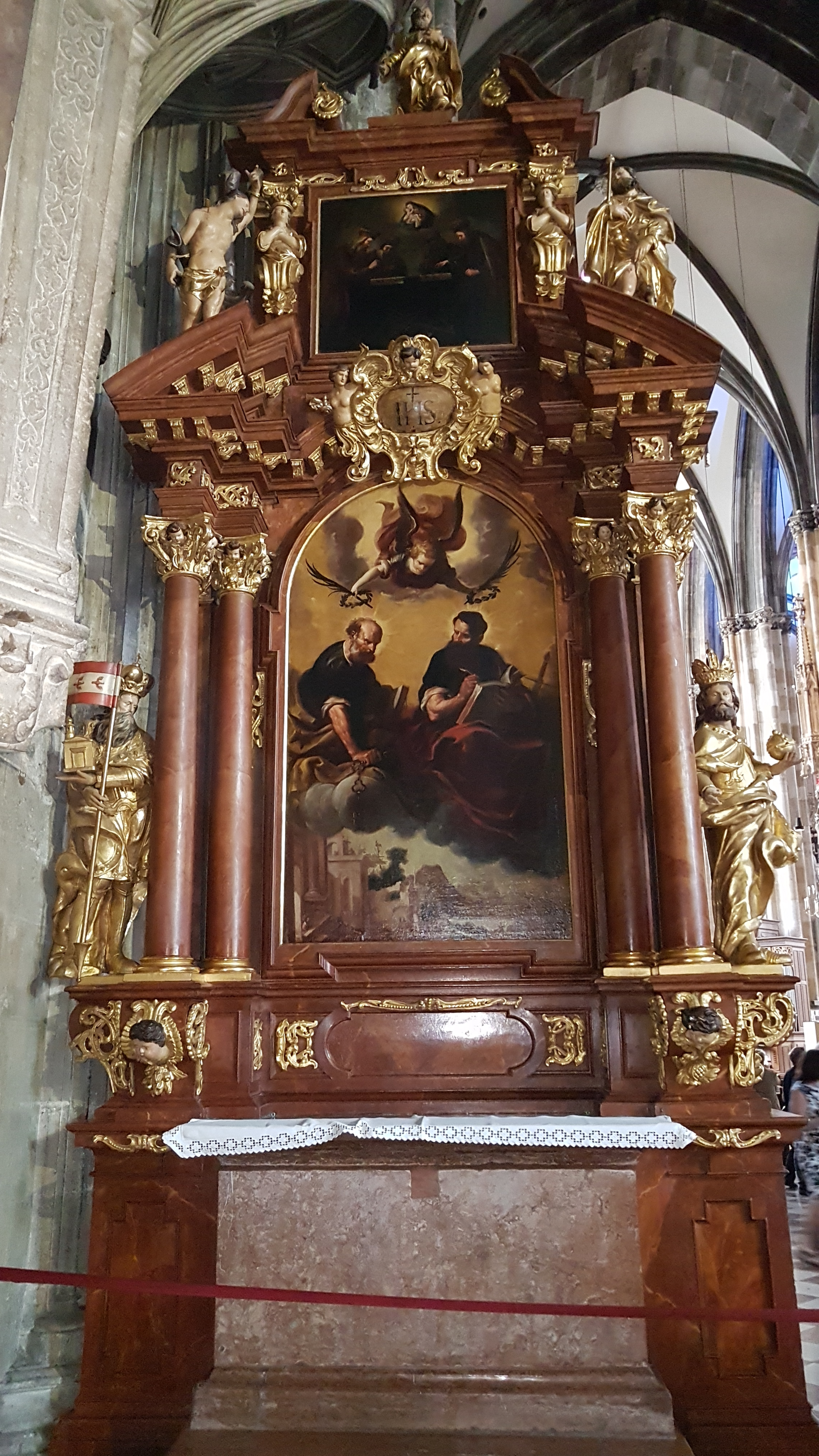
Алтарь Святых Петра и Павла в  соборе Святого Стефана, Вена
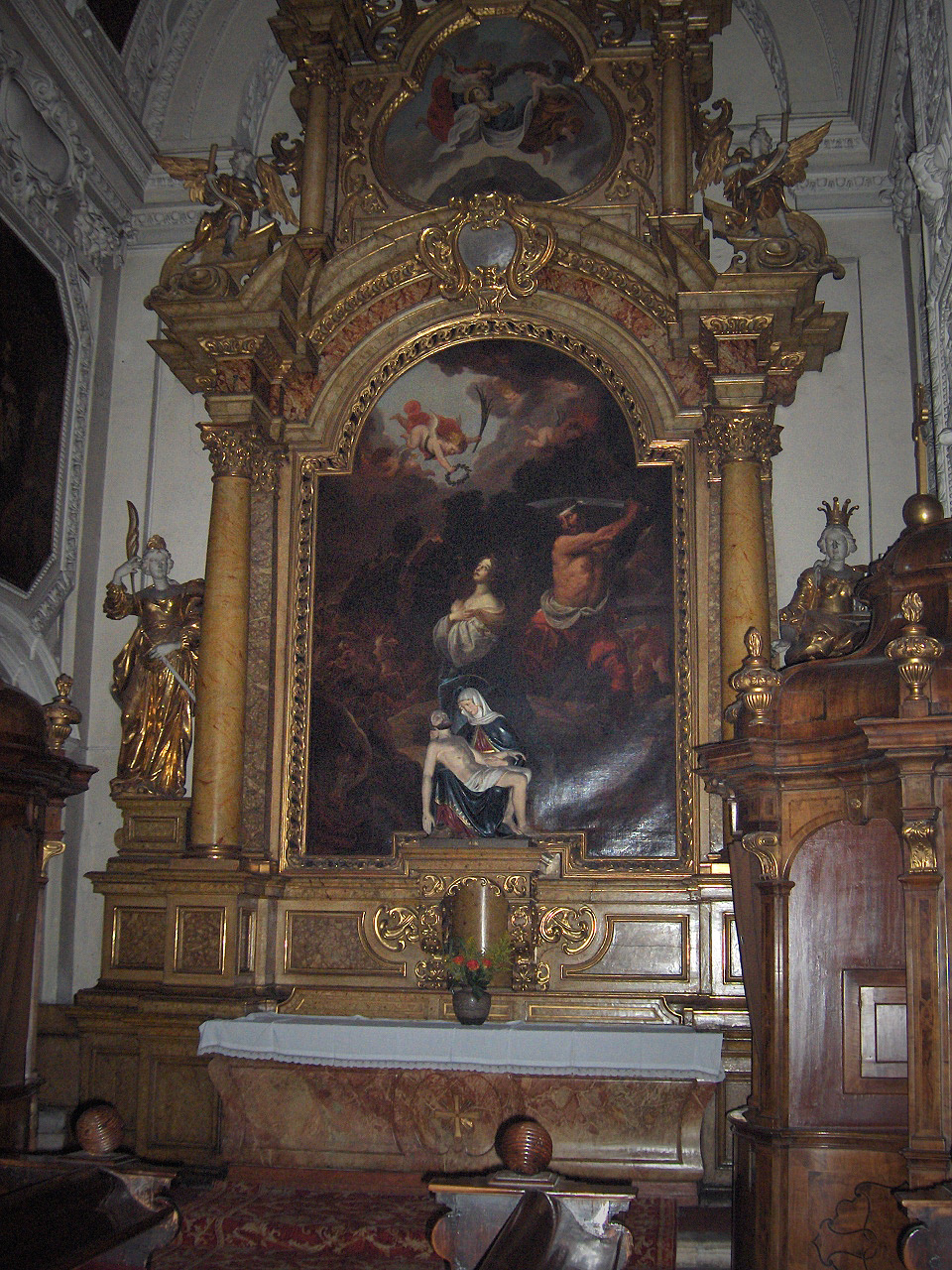
Алтарь капеллы Святой Екатерины в Доминиканеркирхе, Вена
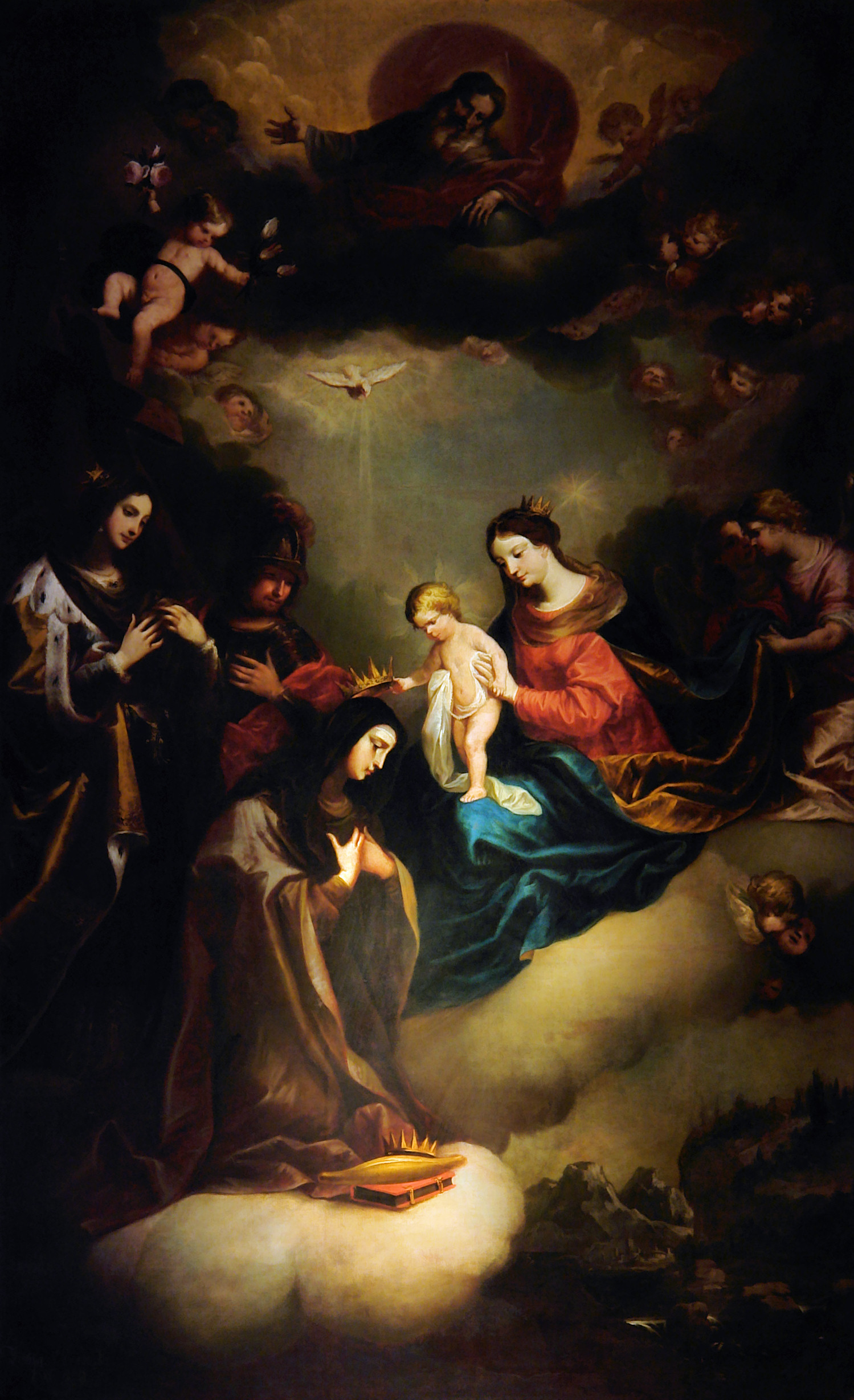
Главный алтарь церкви Тевтонского ордена. Дева Мария с Младенцем коронуют Елизавету Венгерскую. За спиной Елизаветы стоят Георгий Победоносец и Святая Елена
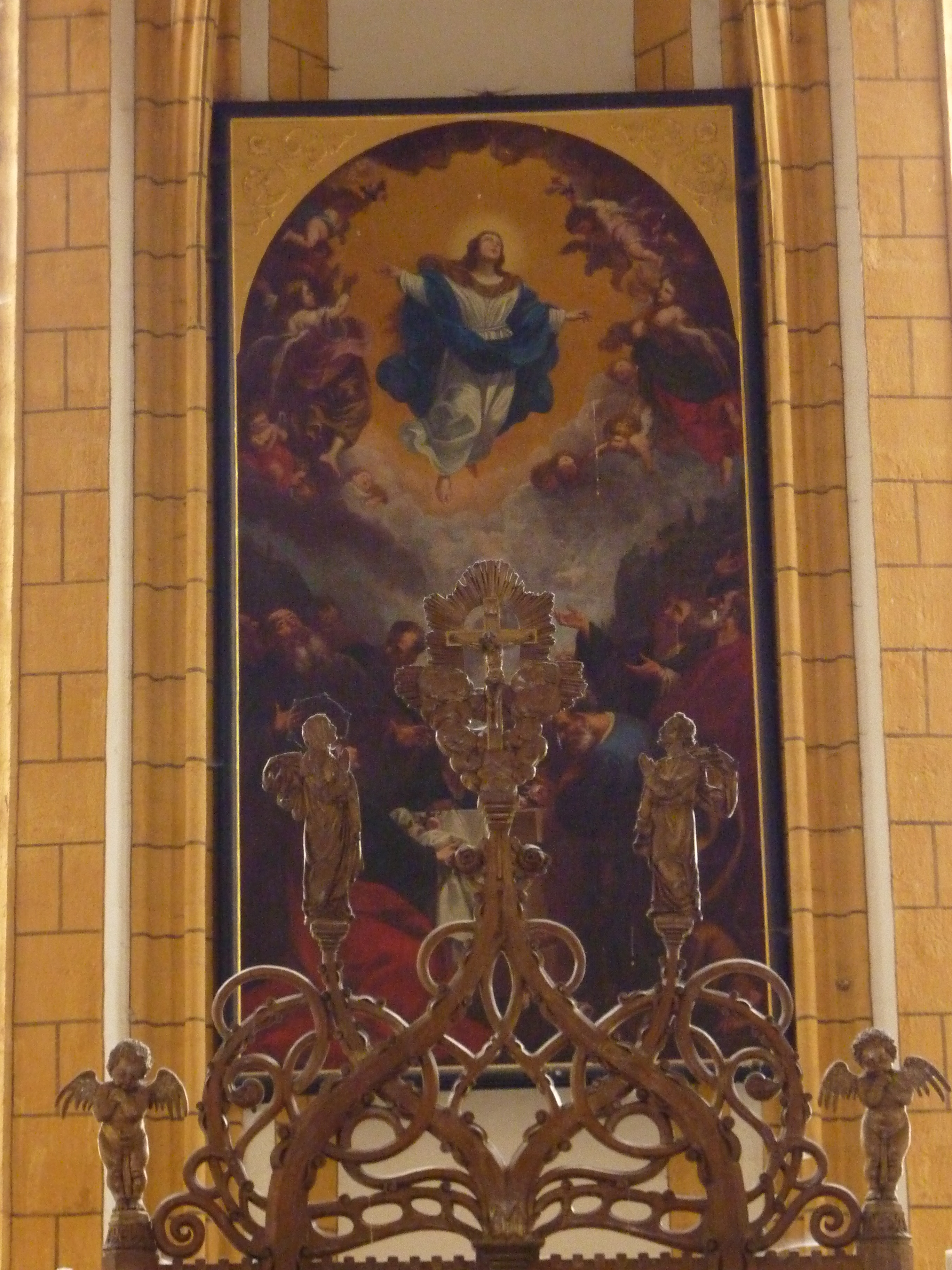
Главный алтарь приходской церкви, Шёнбюэль-Агсбах. Вознесение Девы Марии
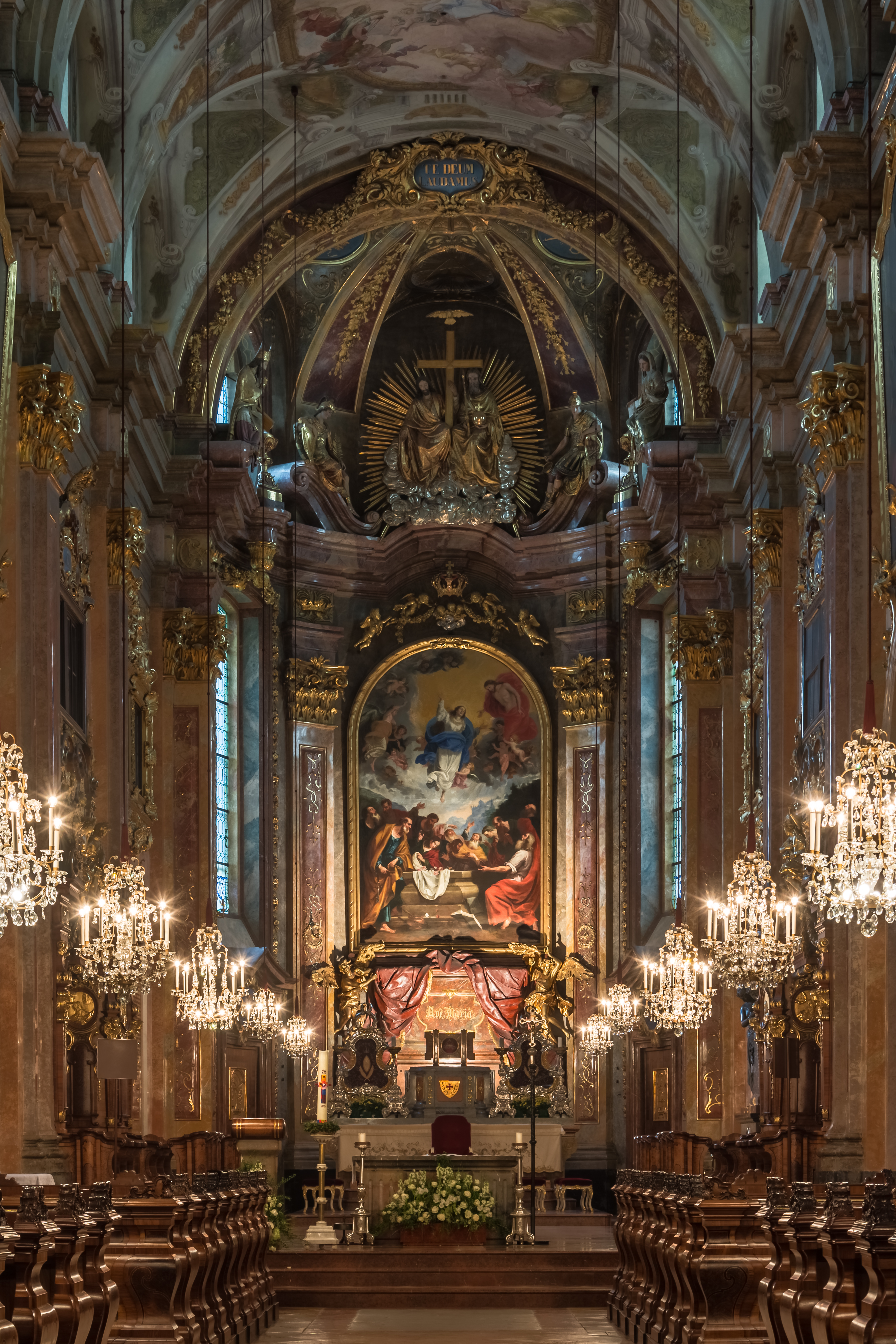
Главный алтарь собора Успения Девы Марии, Санкт-Пёльтен. Вознесение Девы Марии
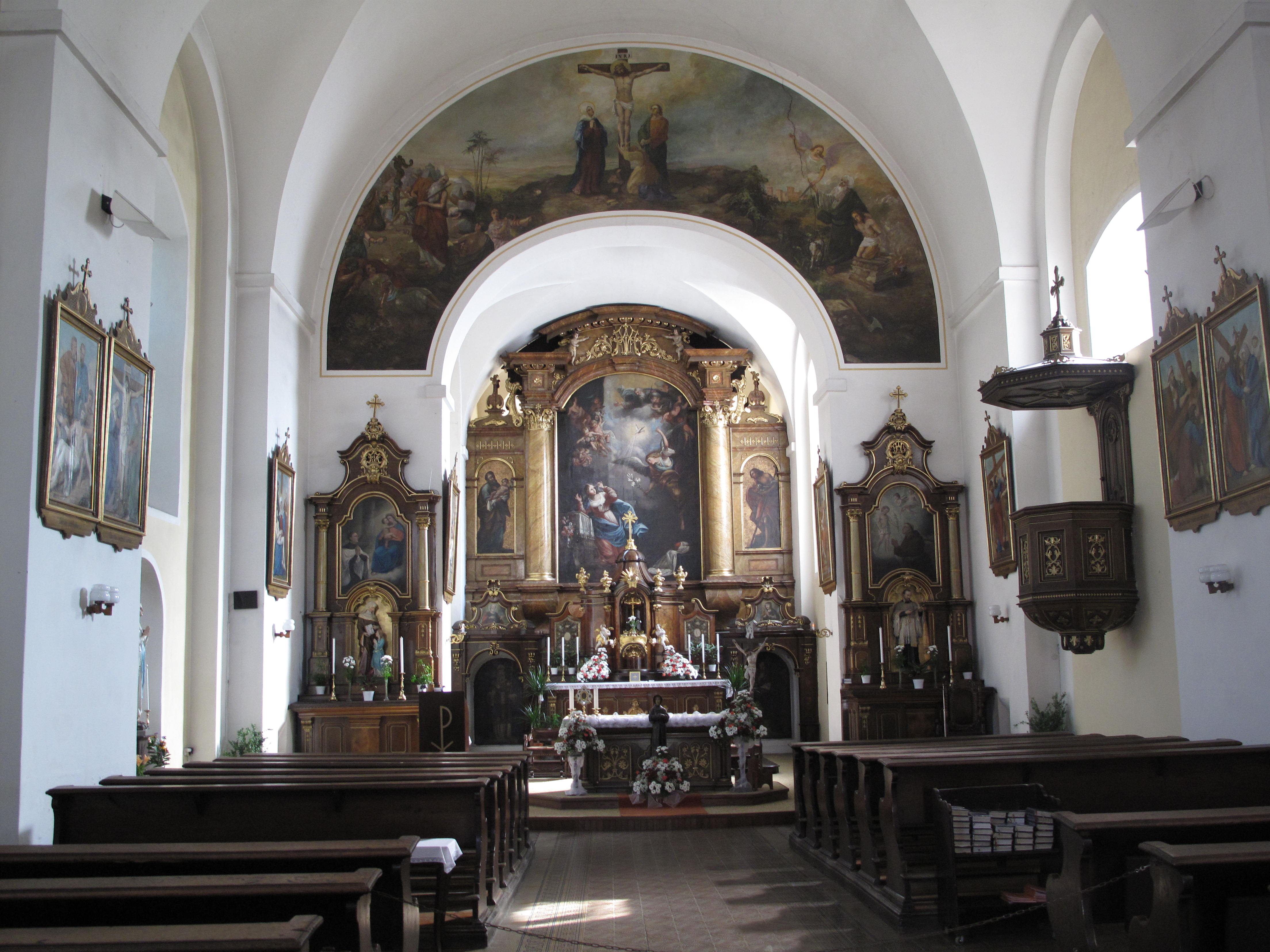
Главный алтарь капуцинской церкви, Оломоуц. Вознесение Девы Марии
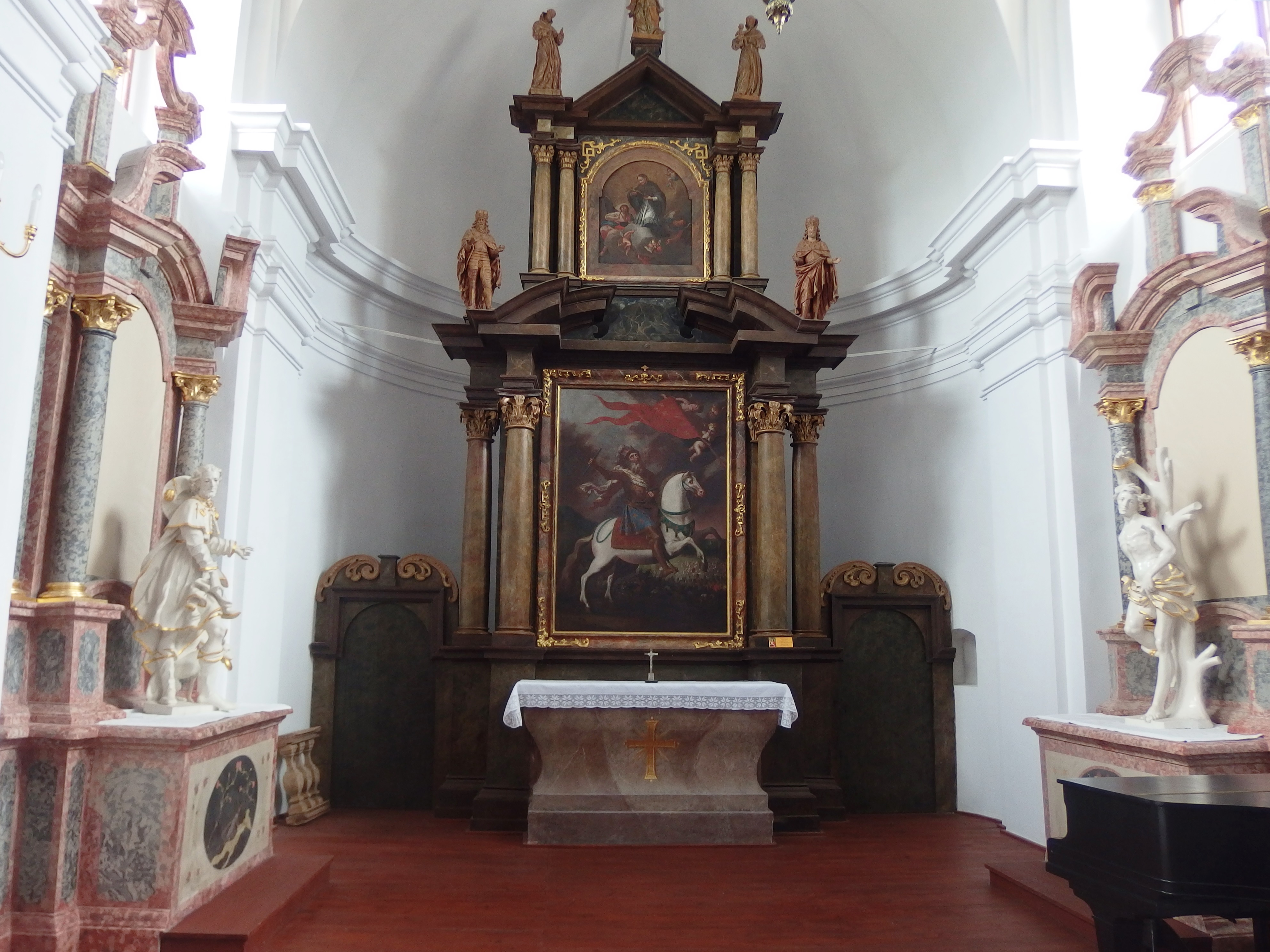
Запрестольный образ, изображающий Святого Людовика, главного алтаря капеллы старого замка Евишовице
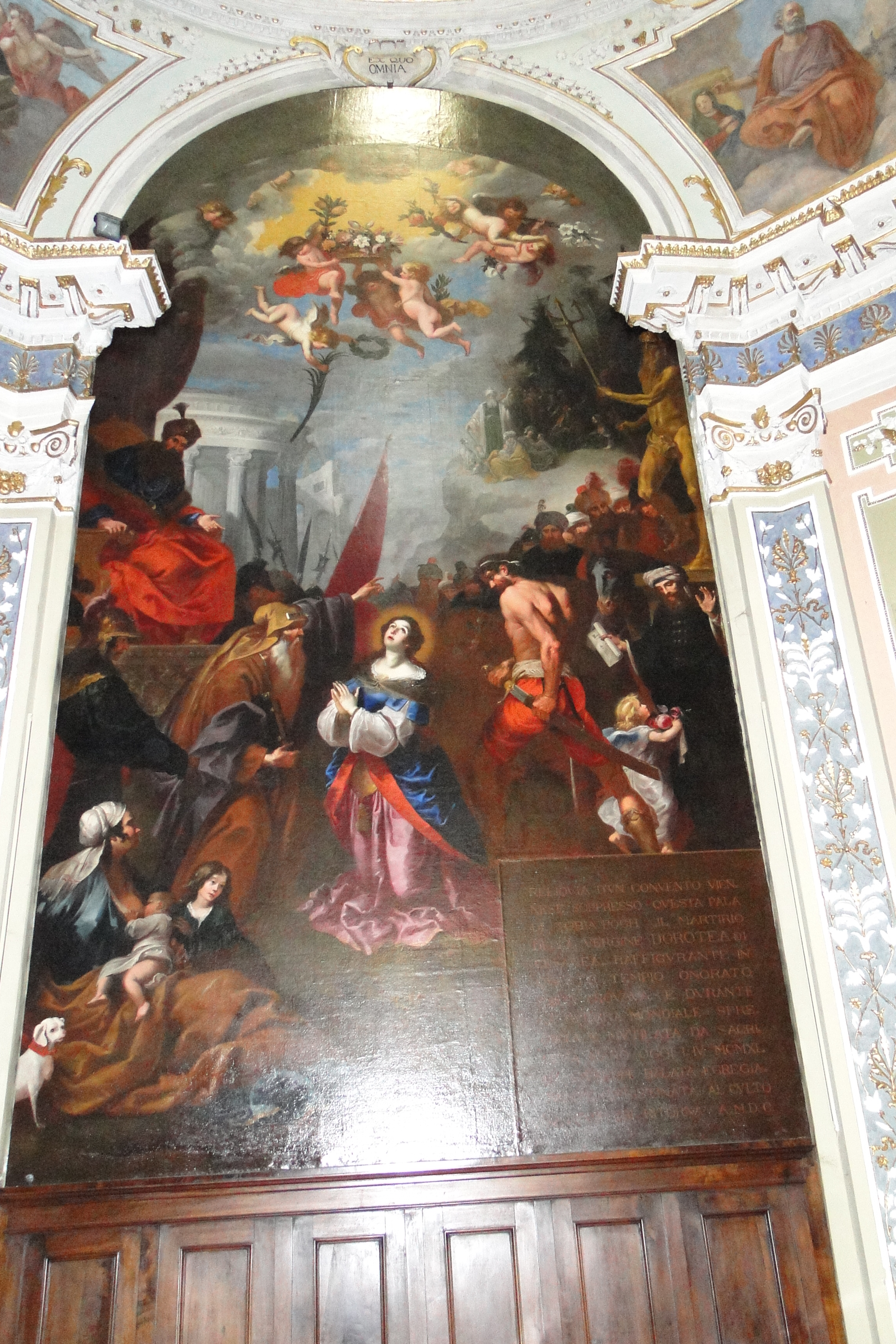
Запрестольный образ Святой Дорофеи из приходской церкви города Роверето
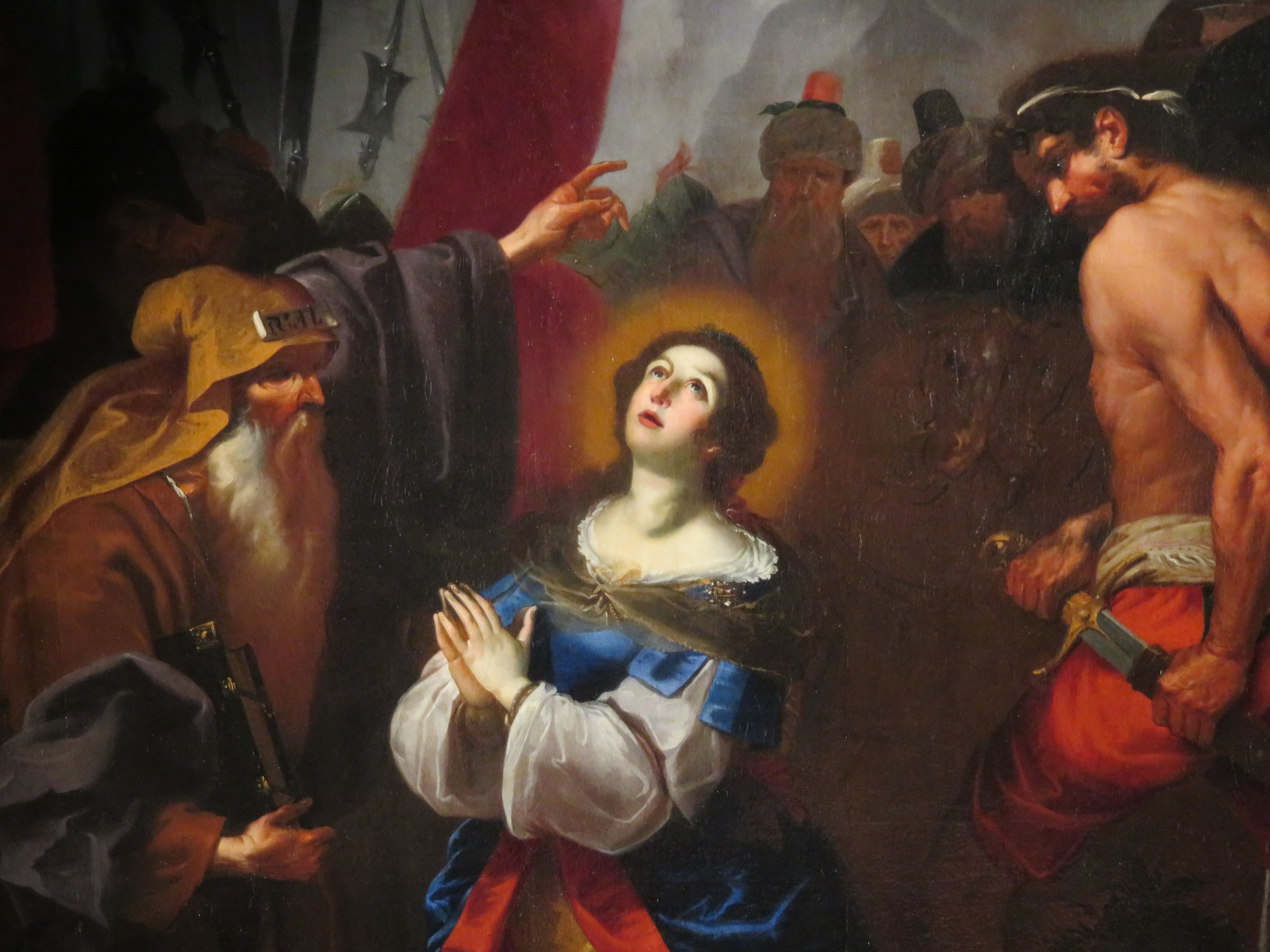
Запрестольный образ из Роверето, деталь
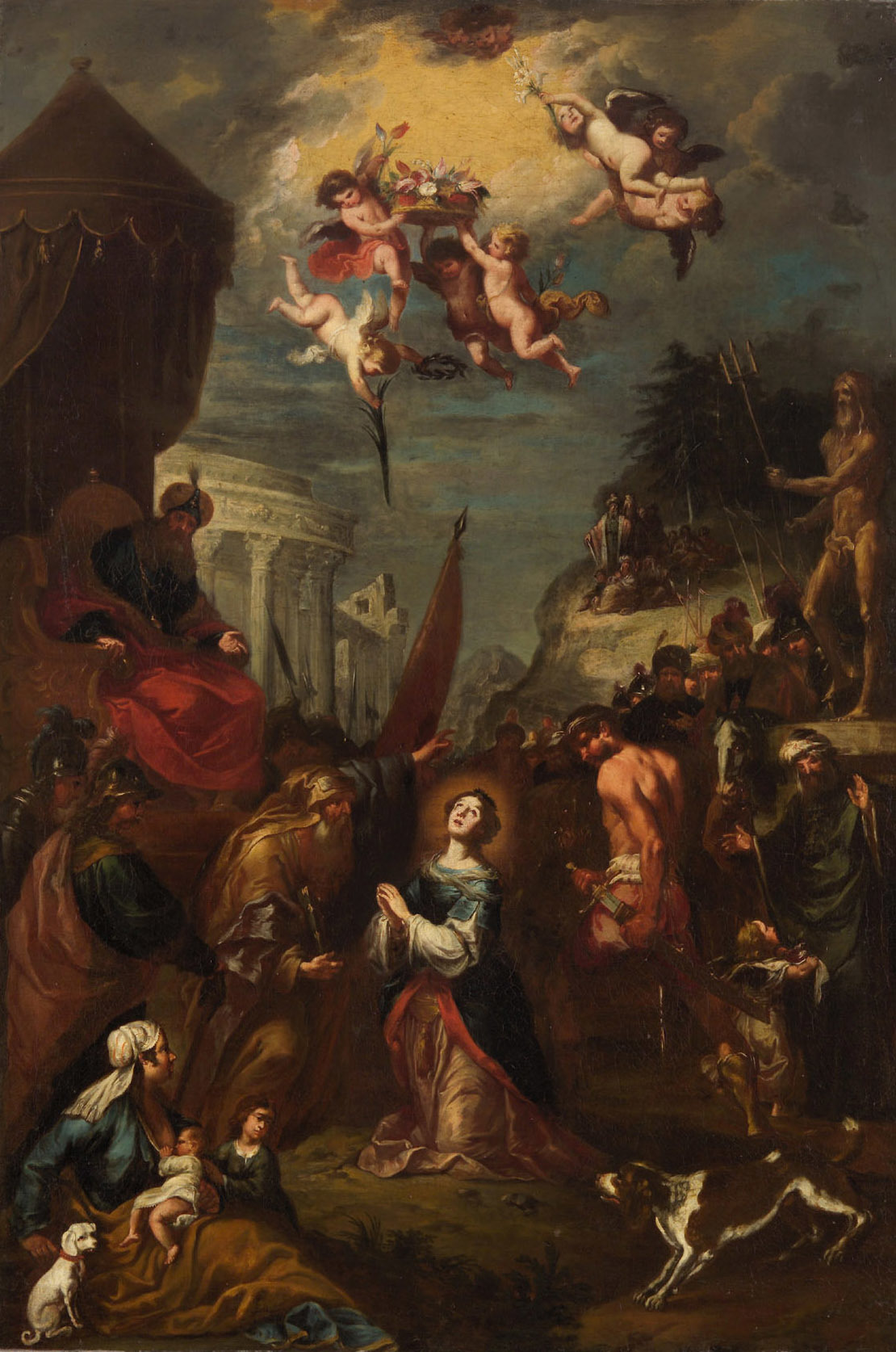
Авторское повторение запрестольного образа из Роверето из собрания Венского музея истории искусств
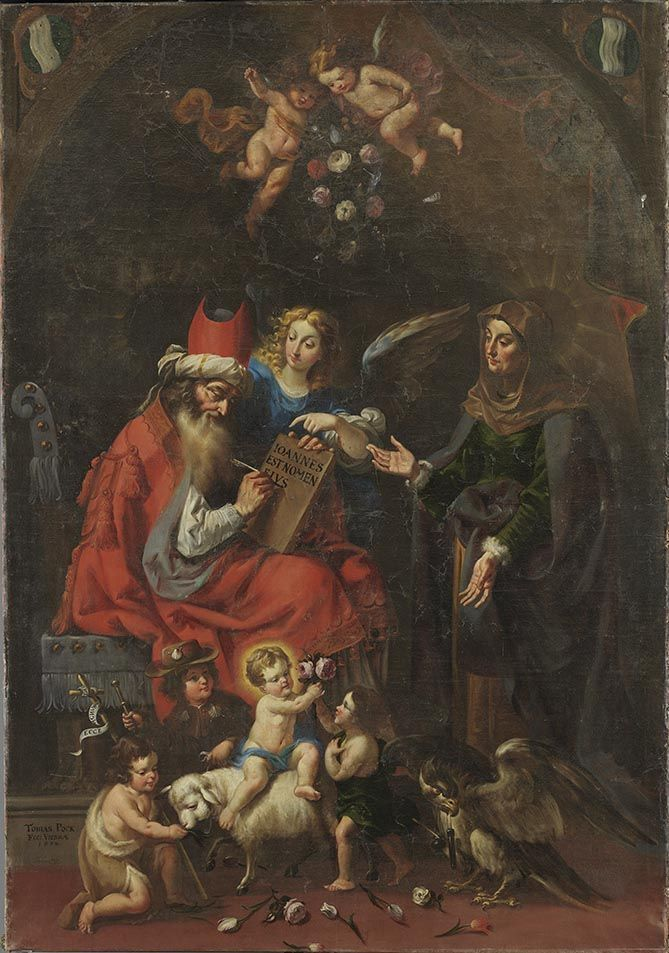
Захария нарекает младенца Иоанном. Из Баварского государственного собрания картин
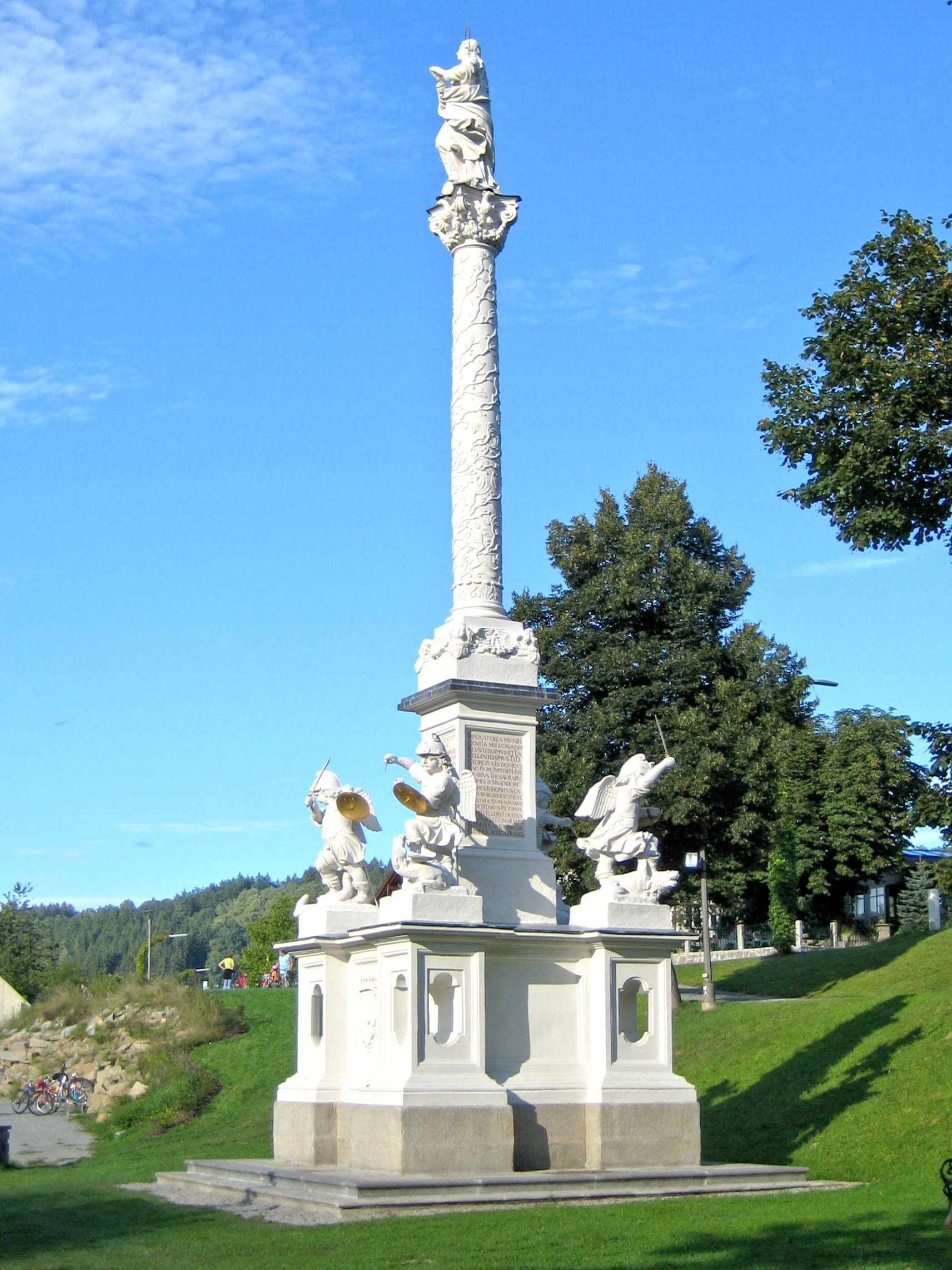
Марианский столб в Вернштайн-ам-Инне по проекту Тобиаса Пока